# Stephen Furst
Steven Nelson Feuerstein, de nombre artístico Stephen Furst (Norfolk, Virginia; 8 de mayo de 1954-Moorpark, California; 16 de junio de 2017), fue un actor y director de cine y televisión estadounidense, conocido sobre todo por su papel de Flounder en Desmadre a la americana (1978), Gonzer en Los Albóndigas en remojo (1984) y Vir Cotto en la serie de ciencia ficción Babylon 5 (1993-1998).
Además, Furst fue el actor originalmente casteado para interpretar al personaje de Walter Nichols en la serie de Nickelodeon: Drake & Josh. Sin embargo, la única ocasión en la que interpretó este papel fue durante el episodio piloto de la serie, el cual, nunca fue transmitido. Posterior a esto, el personaje sería recasteado hasta que Jonathan Goldstein se quedó con el papel definitivamente.

## Biografía
Entre 1983 y 1988 interpretó al Dr. Elliot Axelrod en el drama médico St. Elsewhere. 

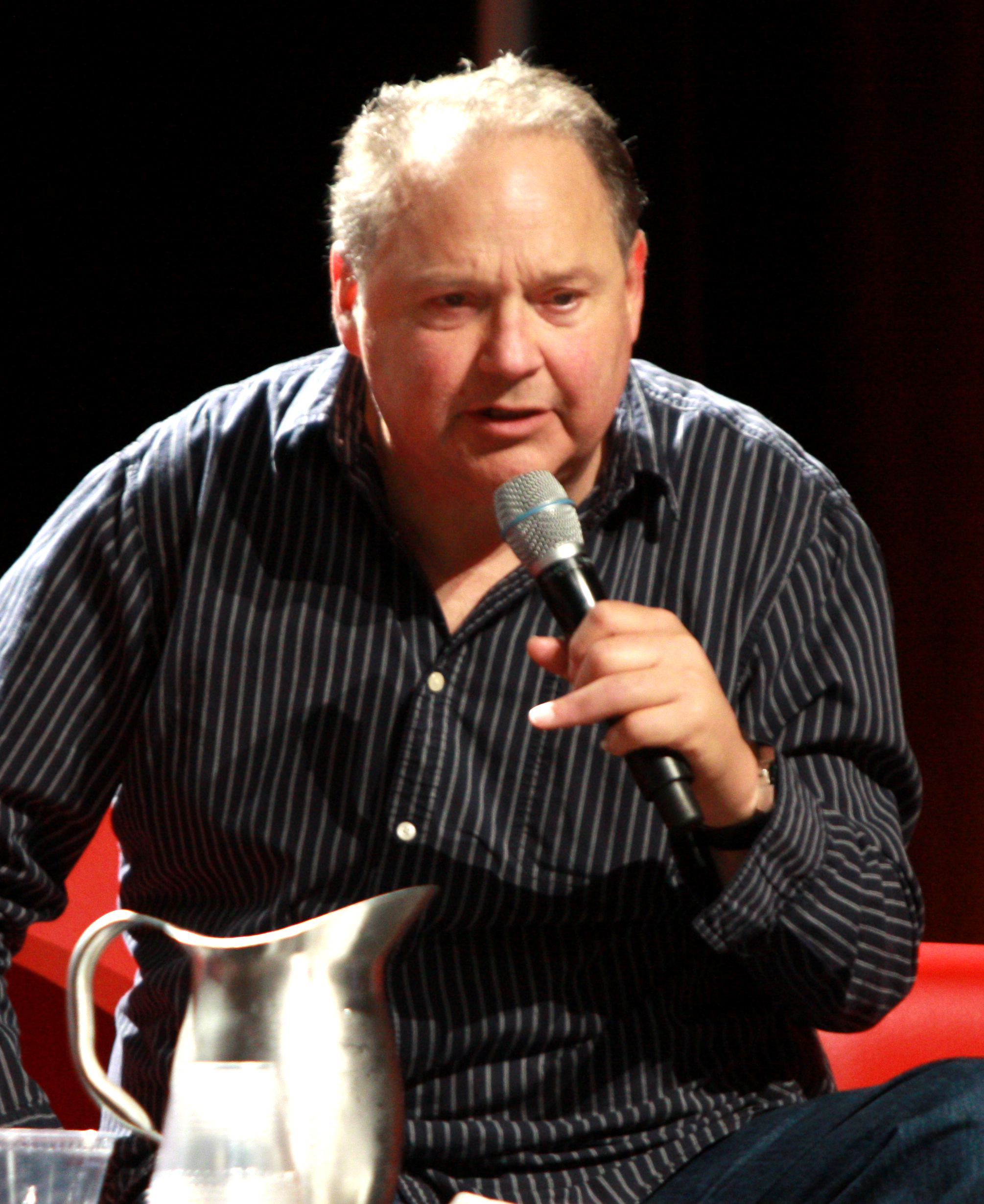
Fotografía de Stephen Furst, por Gage Skidmore.

En 1996, tras un desmayo en el plató, le fue diagnosticada una diabetes de tipo 2, cuyas complicaciones casi ocasionan que le fuera amputado un pie. Su padre había muerto en 1972 debido a complicaciones relacionadas con la diabetes. Por tanto, Furst tuvo que adelgazar casi 40 kilos entre la tercera y la cuarta temporada de Babylon 5, cambio que fue evidente en su personaje. Aunque este cambio nunca fue comentado en la serie en sí, el novelista Peter David explicaría en uno de los libros de la Trilogía Centauri que se había puesto a dieta (lo cual no quedaba lejos de la realidad del actor). Sobre esta experiencia escribiría el libro Confessions of a Couch Potato (Confesiones de un vago).
En 1995 puso voz al personaje de Fanboy en la versión original de la serie de animación Freakazoid de Steven Spielberg y dejó temporalmente Babylon 5 para protagonizar la comedia Misery Loves Company. Durante la tercera temporada de la serie, por tanto, Vir pasa largas temporadas fuera de la estación, aunque Straczynski mantuvo el papel en la serie hasta su vuelta.

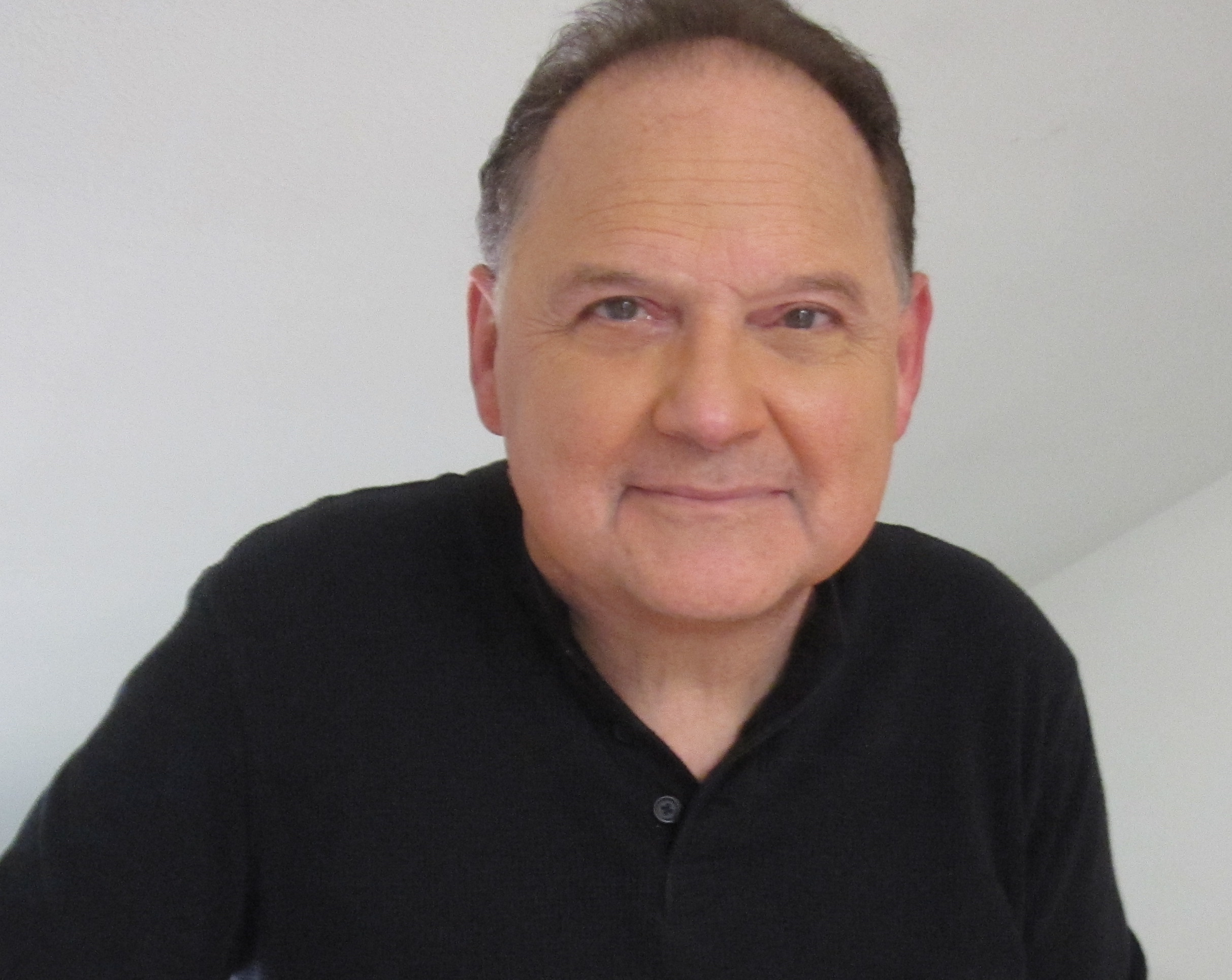
Furst en 2014.

En 2000 interpretó a Booster en la serie de animación protagonizada por Buzz Lightyear, el personaje de Toy Story.

### Drake & Josh
Alrededor del año 2001 hasta el 2004, Stephen Furst tuvo el papel de Walter Nichols en la serie Drake & Josh solo para el piloto (que nunca llegó a emitirse). Posteriormente fue reemplazado por Jonathan Goldstein desde el primer capítulo oficial. Siendo su participación y su identidad un total místerio por muchos años.
Furst se estrenó como director con Magic Kid 2, secuela de una película protagonizada por él. Años más tarde dirigiría varios episodios de Babylon 5, en la que trabajaba como actor, y Crusade, su serie derivada. Desde entonces ha dirigido varias películas independientes y de bajo presupuesto. Hasta su retiro en 2006. 

### Fallecimiento
Furst falleció el 16 de junio de 2017 a los 63 años. Debido a complicaciones derivadas de la Diabetes que tenía.